# فينوالا أورايلي
فينوالا أورايلي (من مواليد 1993) عارضة أزياء أيرلندية أمريكية وحاملة لقب ملكة جمال والتي توجت ملكة جمال أيرلندا للكون 2019. مثلت أيرلندا في مسابقة ملكة جمال الكون 2019.

## نشأتها
ولدت لأب أيرلندية وأم أمريكية من أصل أفريقي. التحقت بالجامعة. حاصلة على بكالوريوس العلوم في هندسة النظم من جامعة جورج واشنطن في واشنطن العاصمة، والتي اعتادت أن تصبح مديرة لتحدي تطبيقات الفضاء التابع لناسا وداتاناوت.

## الروابط الخارجية
- Miss Universe Ireland Official Website نسخة محفوظة 30 أغسطس 2019 على موقع واي باك مشين.
- فينوالا أورايلي على إنستغرام

| الجوائز و الإنجازات | الجوائز و الإنجازات          | الجوائز و الإنجازات |
| ------------------- | ---------------------------- | ------------------- |
| سبقه غرين غالاناغ   | ملكة جمال الكون أيرلندا 2019 | تبعه نادية سايرز    |